# Poolse militaire begraafplaats in Lommel

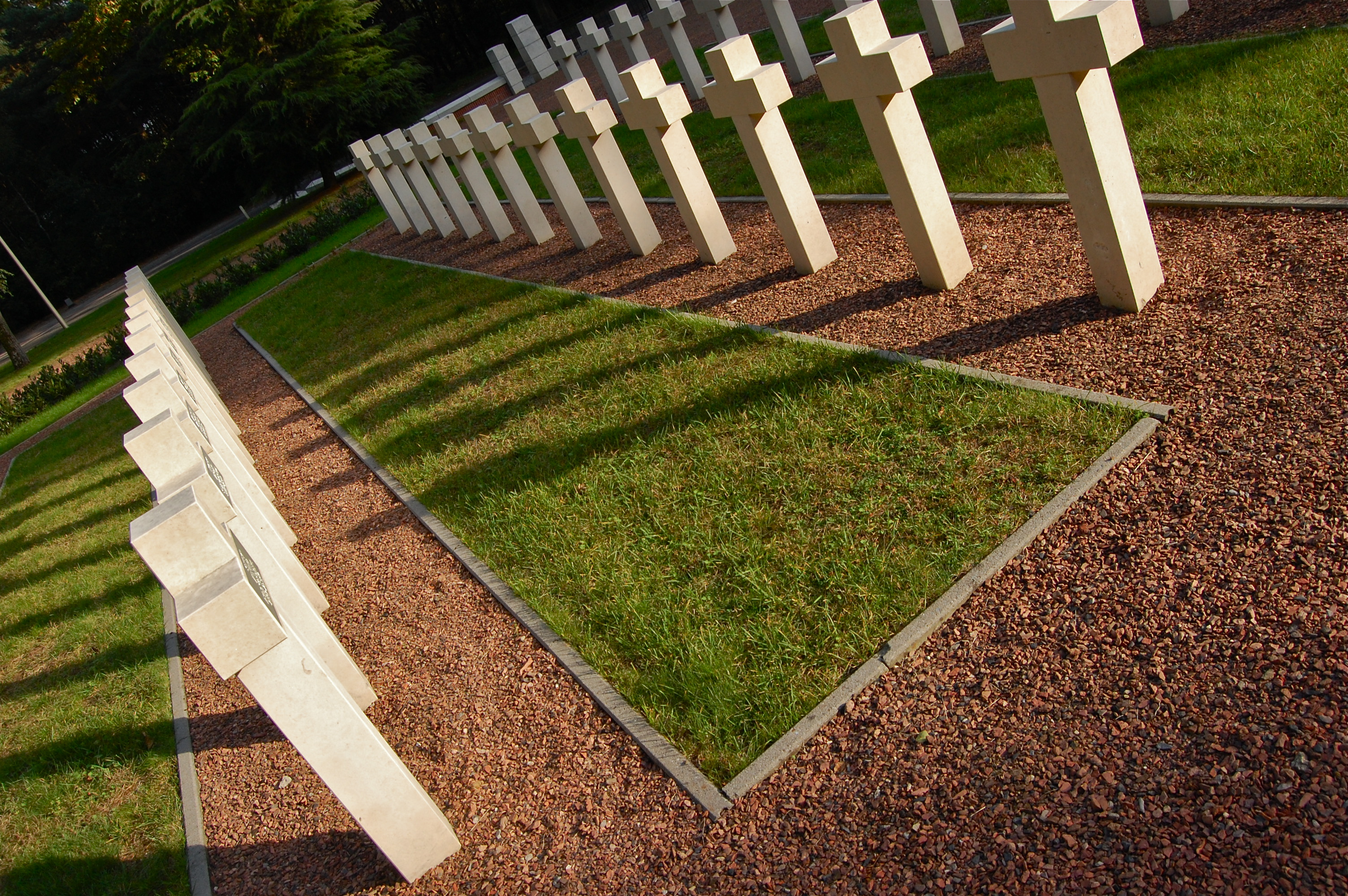
Graftekens op de begraafplaats

De Poolse militaire begraafplaats te Lommel bevindt zich nabij de Kruiskiezel, waar de weg van 's-Hertogenbosch naar Luik gekruist wordt door die van Lommel naar Overpelt. Het ligt iets ten zuiden van de buurtschap Barrier.
Op deze begraafplaats liggen 257 graven van Poolse strijders die voor de bevrijding van België (onder andere te Roeselare, Ruiselede, Aalter, Drongen, Gent en Baarle Hertog) hun leven hebben gegeven. De bevrijding van deze gemeenten vond plaats in september en oktober 1944. Op 255 graven staat een kruis en op twee een zerk met een davidster. Deze begraafplaats werd kort na de oorlog aangelegd te midden van dennenbossen op een licht schuin omhooglopend terrein. Een hardstenen wand toont de namen van de plaatsen in Vlaanderen die door geallieerde Poolse eenheden zijn bevrijd. Er staat ook een beeld uit 1959 van een vrouw met een krans in haar handen. Het is gemaakt door Marian Wnuk uit Warschau.
In 1994 werd naar ontwerp van architect Izba Pamięci een herdenkingszaal achter de gedenkmuur gebouwd. In het museum
wordt de geschiedenis over de Poolse bevrijding van Vlaanderen vertelt. 
In 2015 werd een informatiebord bij de entree van de begraafplaat geplaatst
Ieder jaar in september wordt door de Poolse gemeenschap in België in samenwerking met Defensie eer gebracht aan de Poolse bevrijders van de 1ste Poolse Pantserdivisie van generaal Stanisław Maczek.

## Zie ook

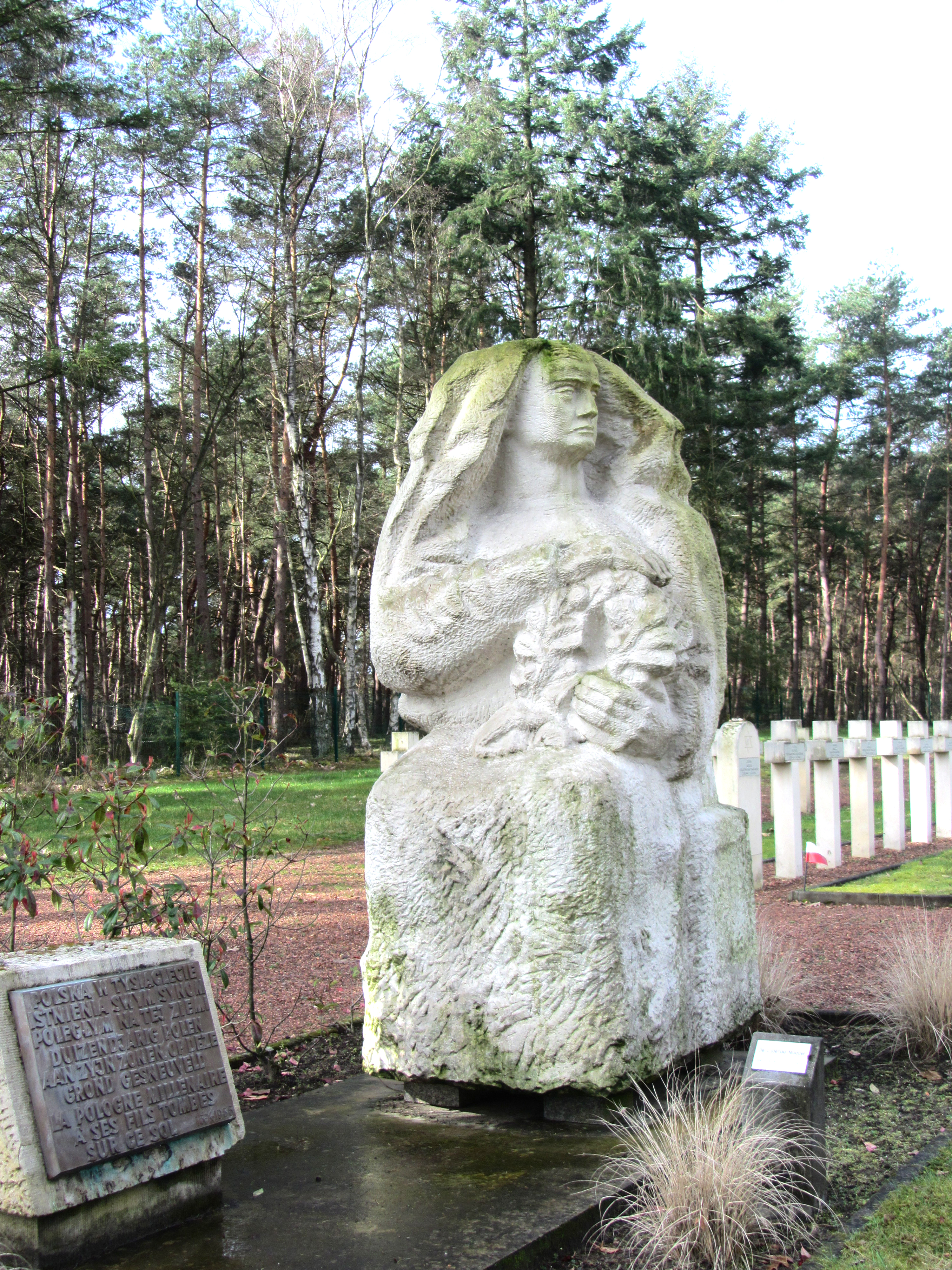
De Lijdende moeder van Marian Wnuk
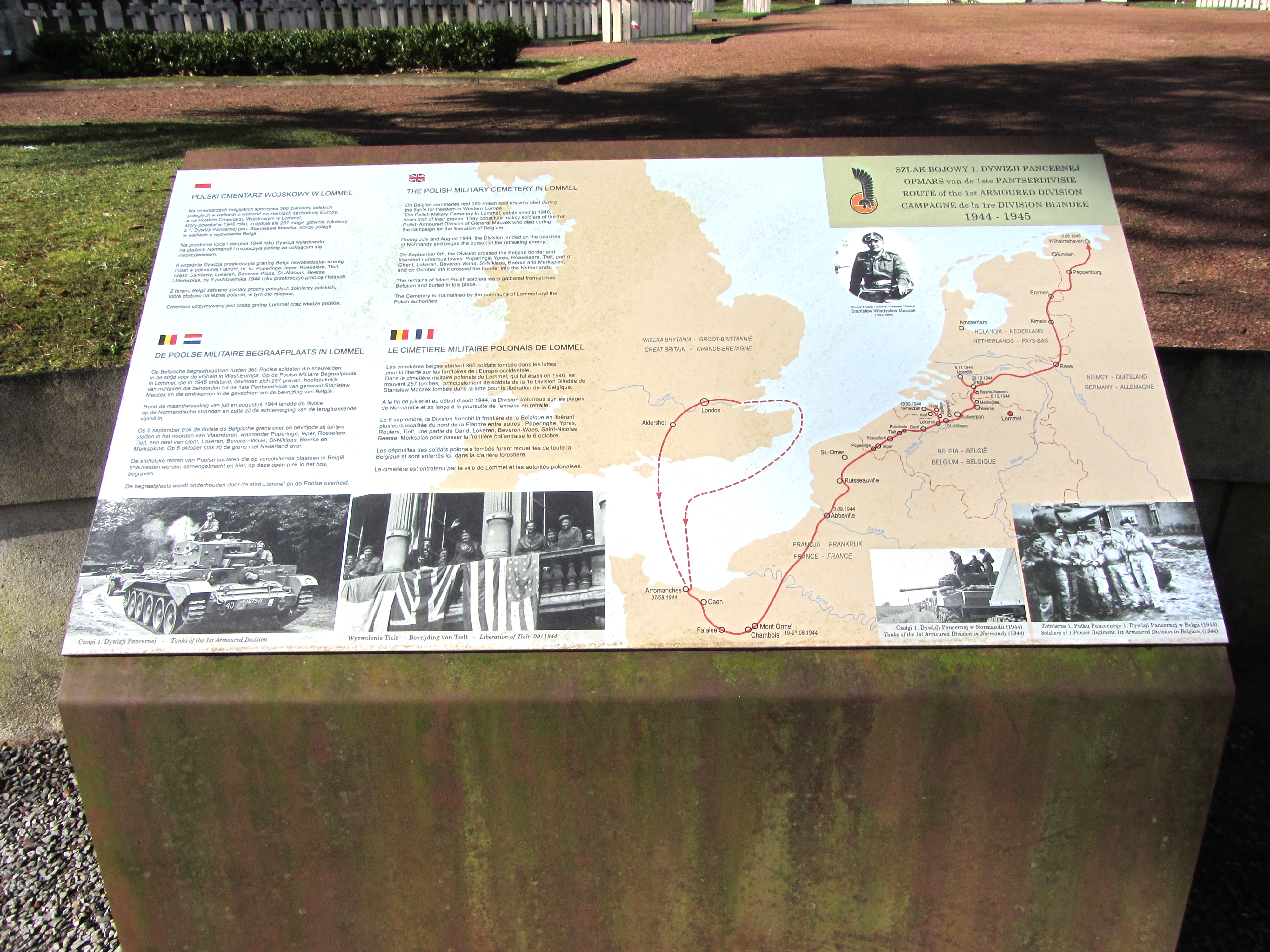
Informatiebord bij de begraafplaats
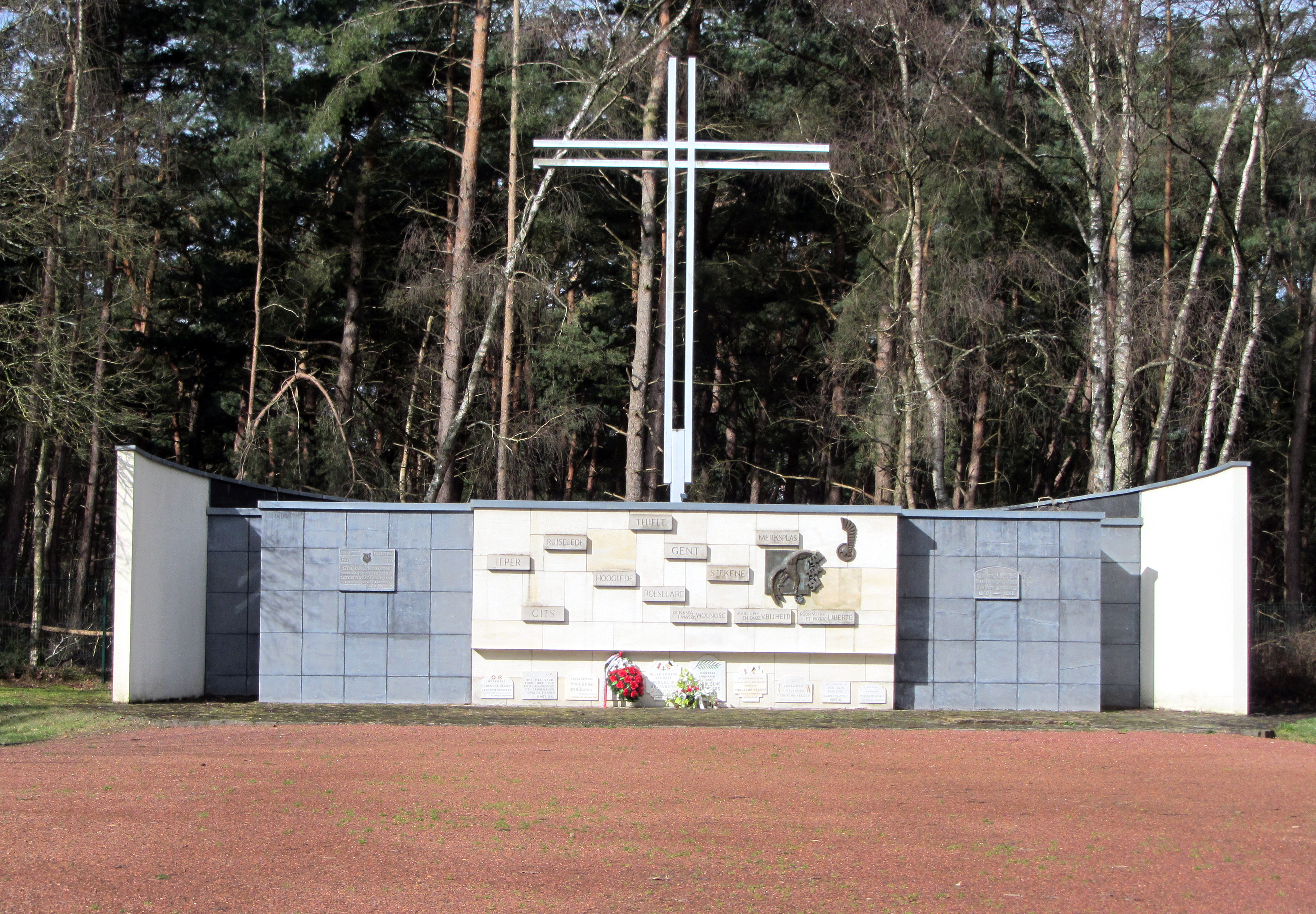
Gedenkmuur
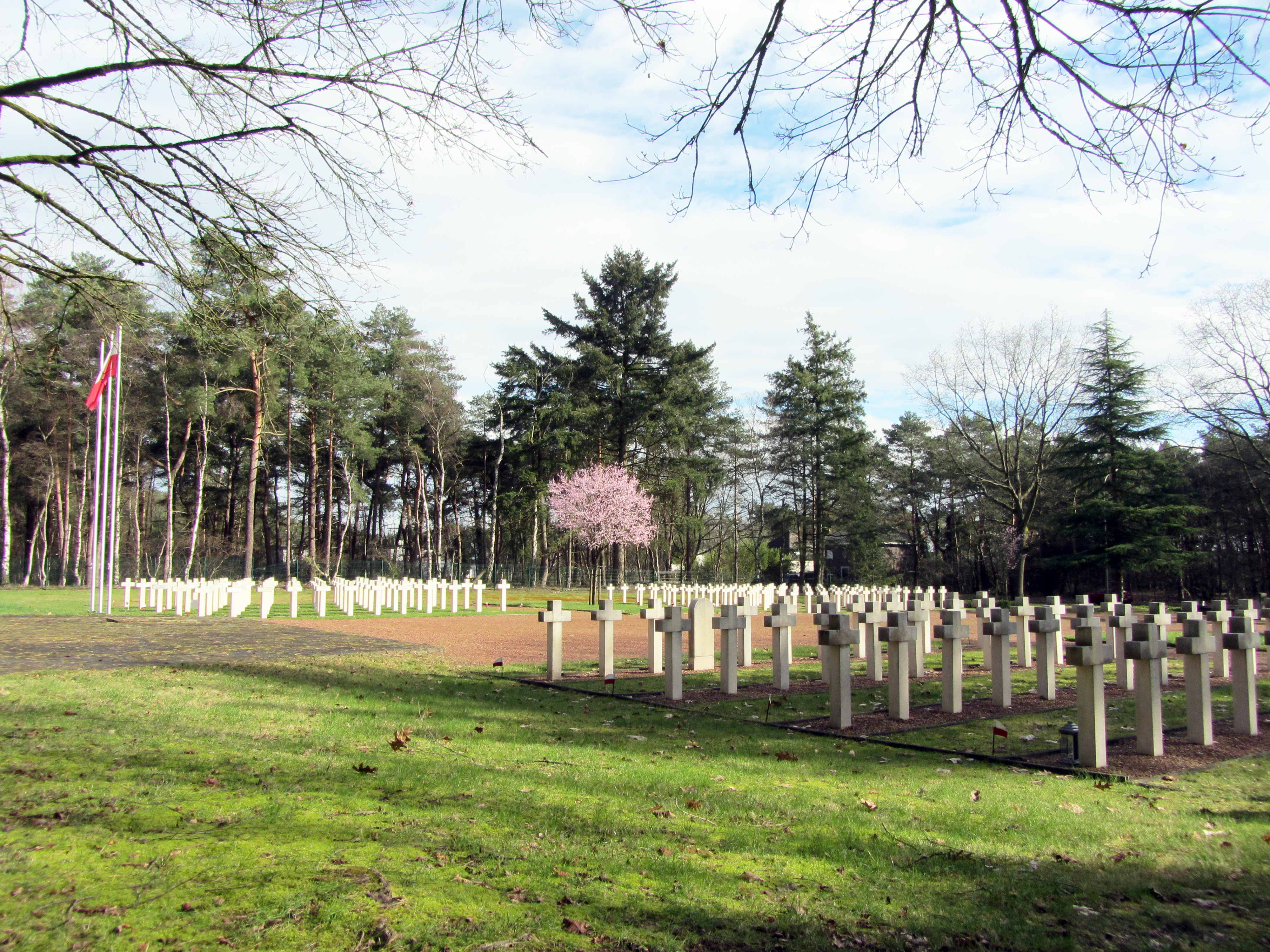
Ereveld